# Archikatedra Najświętszej Maryi Panny w Perth
Archikatedra Najświętszej Maryi Panny w Perth (ang. St Mary’s Cathedral, Perth) – kościół arcybiskupi archidiecezji Perth w Australii. Został zbudowany w stylu neogotyckim w latach 1863–1865. W 1973 została ogłoszona sanktuarium maryjnym. W 2005 roku rozpoczął się remont katedry, w 2010 roku zakończył się. Katedra mieści się przy Victoria Square.